# Joshua Colley
Joshua Colley (* 20. Januar 2002 in New Port Richey) ist ein amerikanischer Schauspieler und Sänger. Er begann als Kinderdarsteller in Musicals und tritt seit seinen 20ern in Film und Fernsehen auf.

## Familie
Colley hat einen Zwillingsbruder. Ihre Eltern sind ebenfalls Schauspieler, die 1999 das Unternehmen Play 'N Around gründeten, mit dem sie erzieherische Musicals in Schulen in der Tampa Bay Area von Florida aufführen. In Florida wurde Colley in New Port Richey geboren und wuchs in Trinity auf.

## Karriere

### Musical-Kinderdarsteller
Während er in der Grundschule in Schülerstücken und mit einem Solopart in einer Weihnachtsshow auftrat, spielte er mit 9 Jahren die Rolle des Tiny Tim einer Inszenierung des Christmas Carol in Saint Petersburg. 2012 erhielt er in der nationalen Tour von Les Misérables zum 25. Jubiläum des Musicals die Rolle des Gavroche. Sein Broadway-Debüt gab er in Newsies, während sein Bruder in Kinky Boots auftrat, bevor er dort 2014 in die Rolle des Gavroche zurückkehrte. Zu der Zeit sprach er außerdem eine Rolle in der Animationsserie Peter Hase. 2016 verkörperte er in dem Musical You’re a Good Man, Charlie Brown die Titelrolle sowie in einer Konzertaufführung in der Hollywood Bowl des Disney-Musicals The Little Mermaid die Rolle Fabius/Flounder.

### Film- und Fernsehschauspieler
Mit 18/19 Jahren stieg Colley ins Film- und Fernsehenschauspiel ein. 2022 war er in den Teen-Komödien Sex Appeal und Senior Year zu sehen. Er spielte in der Netflix-Serie Dead Boy Detectives in einer Nebenrolle, die erst für ihn in die Serie hineingeschrieben wurde, und dem Disney-Channel-Film Descendants: The Rise of Red, die beide 2024 erscheinen.

## Musicalauftritte
- 2012–2013: Les Misérables (US National Tour)
- 2013–2014: Newsies (Broadway)
- 2014–2015: Les Misérables (Broadway)
- 2015: Elf the Musical (US National Tour)
- 2016: A Bronx Tale
- 2016: You're a Good Man, Charlie Brown (Off-Broadway)
- 2016: The Little Mermaid (Hollywood Bowl Concert)

## Filmografie (Auswahl)
- 2014–2016: Peter Hase (Animationsserie, Synchronstimme, 26 Episoden)
- 2022: Sex Appeal (Film)
- 2022: Senior Year (Film)
- 2022: Love, Victor (Fernsehserie, 2 Episoden)
- 2024: Dead Boy Detectives (Fernsehserie, 5 Episoden)
- 2024: Descendants: The Rise of Red